# Alsodes
Alsodes es un género de anfibios anuros de la familia Alsodidae propios de Chile y Argentina.

## Especies
Se reconocen 19 especies según ASW:
- Alsodes australis Formas, Úbeda, Cuevas & Nuñez, 1997
- Alsodes barrioi Veloso, Diaz, Iturra-Constant & Penna, 1981
- Alsodes cantillanensis[2] Charrier, Correa-Quezada, Castro & Méndez-Torres, 2015
- Alsodes coppingeri (Günther, 1881)
- Alsodes gargola Gallardo, 1970
- Alsodes hugoi Cuevas & Formas, 2001
- Alsodes igneus Cuevas & Formas, 2005
- Alsodes kaweshkari Formas, Cuevas & Nuñez, 1998
- Alsodes montanus (Lataste in Philippi, 1902)
- Alsodes monticola Bell, 1843
- Alsodes neuquensis[3] Cei, 1976
- Alsodes nodosus (Duméril & Bibron, 1841)
- Alsodes norae Cuevas, 2008
- Alsodes pehuenche Cei, 1976
- Alsodes tumultuosus Veloso, Iturra-Constant & Galleguillos-G., 1979
- Alsodes valdiviensis Formas, Cuevas & Brieva, 2002
- Alsodes vanzolinii (Donoso-Barros, 1974)
- Alsodes verrucosus (Philippi, 1902)
- Alsodes vittatus (Philippi, 1902)

## Publicación original
- Bell, T. 1843. Reptiles. The Zoology of the Voyage of H.M.S. Beagle Under the Command of Captain Fitzroy, R.N., during the Years 1832 to 1836, vol. 5, p.1-51 (texto íntegro).